# Casarão da Vila Fortunata
A  Villa Fortunata foi um imóvel situado na Avenida Paulista, esquina com a Alameda Ministro Rocha Azevedo, tendo sido a moradia do intelectual René Thiollier por 55 anos. O seu terreno, uma das poucas áreas verdes da região, bem como o casarão vizinho, Residência Joaquim Franco de Melo, foram tombados pelo Condephaat.

## História
A Villa Fortunata era uma das imponentes casas da avenida, construída em 1903, por Alexandre Honoré Marie Thiollier, proprietário da primeira livraria de São Paulo, a Casa Garroux. De início era utilizada como casa de campo, pois a família morava no Centro, na rua XV de Novembro, onde hoje encontra-se o Restaurante Bovinos. Com problemas de saúde, o proprietário Alexandre Honoré Marie Thiollier embarcou para a Europa, para tratamento. Alugou a casa para um casal, cuja mulher esperava pelo seu quarto filho, que na Villa Fortunata nasceu em 1909. Seu nome era Roberto Burle Marx, o renomado paisagista. Em 1912, o pai de Roberto Burle Marx, que possuía um curtume em São Paulo, faliu e mudou-se com a família para o Rio de Janeiro.
Alexandre Honoré Marie Thiollier faleceu em Paris em 1913, e segundo seu desejo, foi trazido para ser sepultado no Cemitério da Consolação. Após 1913, seu filho René Thiollier passou a residir no casarão, no qual promovia jantares e saraus, que eram frequentados por artistas e intelectuais - Mário de Andrade, Oswald de Andrade, Anita Malfatti, Guilherme de Almeida, Monteiro Lobato, sua amiga, Tarsila do Amaral, que ilustrou o livro premiado de René Thiollier, A Louca do Juquery, Vieira Pontes & Cia, Livraria Teixeira, Paulo Prado, Graça Aranha por exemplo. Foi René Thiollier, Graça Aranha e Paulo Prado que viriam a organizar a Semana de Arte Moderna de 1922.. Foi no Casarão de René Thiollier que foram planejados todos os detalhes da Semana de 1922. René Thiollier, de fato, foi quem alugou o Teatro Municipal para a realização da Semana de 22.

## Arquitetura
Sua arquitetura refletia a influência europeia, construída no estilo eclético em voga e era uma das mais imponentes da região no início do século XX. Em 1972, o casarão foi demolido, como muitos outros palacetes originais da Avenida Paulista. O terreno pertenceu, ainda, ao Banerj (Banco do Estado do Rio de Janeiro) - abrigando um estacionamento - e, em 1992, foi tombado pelo Conpresp, devido à representativa área verde. Na verdade, a área verde somente foi mantida porque o filho de René Thiollier, Alexandre Honoré Marie Thiollier, advogado, incluiu na escritura de venda e compra do imóvel uma cláusula contratual proibindo o desmatamento do bosque ali existente <ref>a família.
Eventualmente, Alexandre, já na velhice, cedeu para seus filhos Alexandre Honoré Marie Thiollier Filho e Marcelo Thiollier os direitos sobre tal cláusula restritiva a fim de que ambos tivessem os instrumentos jurídicos para evitar o desmatamento da área, que pela iniciativa privada, quer pelo poder público. Fatos descritos nos Anais da Academia Paulista de Letras, e por Marcelo Thiollier, neto de René Thiollier.
A Prefeitura de São Paulo, sob os protestos da comunidade literária e artística de São Paulo construiu no local o "Parque Prefeito Mario Covas", criado pelo Decreto nº DECRETO Nº 49.418, de 18 de abril de 2008, do prefeito Gilberto Kassab. Decisão esta que recebeu críticas da Família Thiollier e ainda de outros paulistanos. Afinal, René Thiollier, não era somente uma figura de destaque no mundo literário paulista, fundador que era e presidente perpétuo (que eventualmente abdicou) da Academia Paulista de Letras e do Teatro Brasileiro de Comédias, mas, ainda mais importante, foi o organizador do Batalhão dos mais de 50 anos, que lutou contra a ditadura Vargas.
Daí decorreu a indignação do povo paulistano ao dar-se o nome de "Parque Mário Covas", cidadão natural de Santos, para uma área que poderia ter-se tornado marco da Semana de Arte Moderna e da história heroica paulistana. Porém, há um projeto de Lei na Câmara Municipal de São Paulo, de autoria do então vereador e Secretário do Trabalho da Administração Haddad, Eliseu Gabriel, para que o nome da praça seja alterado para "Praça René Thiollier".

## Tombamento
A mata remanescente da Vila Fortunata e a Residência Joaquim Franco de Melo foram tombadas em 1992.
- Processo: 22121/82
- Tomb.: Res. SC 36 de 16 de novembro de 1992
- D.O.: 17 de novembro de 1992
- Livro do Tombo Histórico: Inscrição nº 302, p. 76, 6 de abril de 1993

## Endereço
Avenida Paulista, 1919 - Cerqueira César

## Ligações Externas
- Manifesto contrário ao Decreto Nº 49.418/2008
- fotos e depoimentos de cidadãos
- Folha de S.Paulo
- Secretaria de Estado da Cultura